# 위대한 밀로크로제
위대한 밀로크로제(일본어: ミロクローゼ 미로쿠로제[*])는 2011년 공개된 일본의 영화이다.

## 출연

### 주연
- 야마다 타카유키
- 마이코
- 이시바시 안나
- 스즈키 세이준
- 오쿠다 에이지
- 하라다 미에코

### 조연
- 사토 메구미
- 이와사 마유코
- 무토 케이지

## 기타
- 주제가: ONE OK ROCK
- 미술: 이시바시 요시마사
- 의상: 아마노 쿄코
- 의상: 에무라 쿄우이치